# Хосьниця
Хосьниця (пол. Chośnica, нім. Chosnitz, 1939-45: Kußnitz) — село в Польщі, у гміні Пархово Битівського повіту Поморського воєводства.
Населення — 142 особи (2011).
У 1975-1998 роках село належало до Слупського воєводства.

## Демографія
Демографічна структура станом на 31 березня 2011 року:
|          | Загалом | Допрацездатний вік | Працездатний вік | Постпрацездатний вік |
| -------- | ------- | ------------------ | ---------------- | -------------------- |
| Чоловіки | 72      | 26                 | 39               | 7                    |
| Жінки    | 70      | 18                 | 38               | 14                   |
| Разом    | 142     | 44                 | 77               | 21                   |